# Cassephyra penumbrata
Cassephyra penumbrata là một loài bướm đêm trong họ Geometridae.